# Cape Lavett
Cape Lavett är en udde på ön Heard Island i Heard- och McDonaldöarna (Australien).